# 李文熙
李文熙（？—1923年），字緝庵、輯安、揖安，四川奉節人，清末民初政治人物。

## 生平
光緒二十八年壬寅科四川鄉試第57名举人，曾赴德国柏林大学留学，获物理学博士。归国后，曾任內閣中書。后来出任四川諮議局議員、資政院議員，参与组织憲友会。
中华民国成立后，当选第一届国会衆議院議員。1923年，因反对曹锟贿选，李文熙离开北京南下，在途中遭到殺害。

## 家族
從弟李文昌曾為諸生，後遊學日本早慶各大名校，都未曾取得學位，歸國後為陳宧的文膽，陳宧戲之為「文昌君」。